# Äntligen helg
Äntligen helg är ett humorprogram på Kanal 5 som hade premiär 2 februari 2014.
I programmet medverkar svenska komiker i sketcher som utspelar sig under en och samma vecka under veckohelg, fredagen, lördagen och söndagen. Medverkade komiker är Peter Settman, Fredde Granberg, Claudia Galli, Göran Forsmark, Olle Sarri, Isabell Zetterström , Anna Littorin och Sofia Bach.